# كاتم

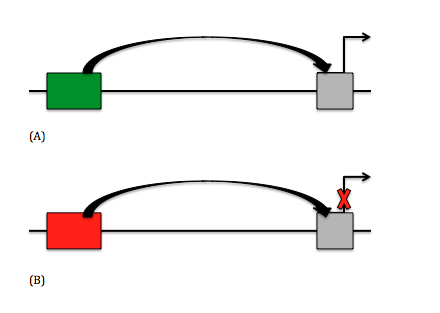

كاتم جيني  (بالإنجليزية: Silencer ) في علم الأحياء  هي أجزاء من المورثات توجد على  الدنا في المحفزات قبل أو بعد أحد الجينات الذي يكون نوعا من البروتين الخاص بشفرته. الكاتم الجينى عيعمل كوحدة تصاوغ هندسي cis-Element. وهو يخفض من نشاط معاملات النسخ Transkription faktor لأحد الجينات.  وطريقة عملها مثيلة لعمل المعزاز ، ولكنها تعمل بطريقة عكسية . المعزاز يعزز وينشط ، والكاتم يكتم العمل ويهدئه.
يحيى الدنا أعدادا كبيرة من الجينات ويقدم «القوالب» لإنتاج رنا ناقل mRNA. هذا الرنا المرسال يترجم منتجا بروتينات تنشط تعبيرا جينيا في الخلية الحية. وعندما يرتبط بروتين مهديء بمنطقة كاتم علي الدنا ، فإن هذا يعمل على تهدئة أو كتم عمل  
بوليميراز الحمض النووي الريبوزي  في نسخ تتابع الدنا بحيث لا ينتج رنا. وبتعطيل النسخ فإن ترجمة الرنا إلى بروتين تصبح غير ممكنة. أي أن الكاتم يمنع الجين من تكوين تعبيره في هيئة بروتين.

## اقرا أيضا
- معزاز
- دنا
- محفز
- بوليميراز الحمض النووي الريبوزي
- الاتجاهية (علم الأحياء الجزيئي)